# 巴岳特 (烏古斯人)

巴岳特部族的塔木加印記

巴岳特，是一个乌古斯人的部落，分布于伊朗与阿富汗。蒙古人称为巴牙惕。

## 氏族
巴岳特是十二世纪的乌古斯氏族，分布在呼罗珊一带。他们在十六世纪西走因受乌兹别克攻击。
他们曾与蒙古军交战。曾在呼羅珊內沙布爾杀死成吉思汗駙馬脱忽察儿（弘吉剌），因此成吉思汗杀害很多巴岳特人。
巴岳特与蒙古作战失败后，一支迁往阿富汗，一支迁往伊朗伊斯法罕，这支再西走至亚塞拜然、伊拉克、叙利亚、黎巴嫩。他们在乌古斯可汗的神話中是二十四氏族之一。
這部落後來也建立了卡扎爾王朝。